# Herbie Kane
Herbie Kane (* 23. listopadu 1998) je anglický profesionální fotbalista, který hraje na pozici záložníka za klub Huddersfield Town AFC.

## Klubová kariéra
Kane se narodil v Bristolu a svou kariéru začal v Bristolu City, než v 15 letech přestoupil do Liverpoolu. V červenci 2018 byl jedním ze 100 mladých hráčů, kteří byli nominováni na cenu Golden Boy spolu se spoluhráči z Liverpoolu Trentem Alexanderem-Arnoldem a Benem Woodburnem.
V srpnu 2018 podepsal smlouvu na hostování v Doncasteru Rovers. Svůj debut v lize si odbyl 11. srpna 2018. V prosinci 2018, podepsal novou smlouvu s Liverpoolem a také prodloužil hostování v Doncasteru do konce sezóny.
Soutěžní debut za Liverpool si odbyl 25. září 2019 v zápase EFL Cupu proti Milton Keynes Dons.
Dne 3. ledna 2020 se Kane připojil k Hull City na hostování do konce sezóny. Svůj první gól za Hull vstřelil 27. června 2020 při remíze 3:3 s Birminghamem City.

### Barnsley
Dne 16. října 2020 přestoupil Kane do Barnsley za přestupovou částku 1,25 milionu liber a podepsal čtyřletou smlouvu.
Dne 30. srpna 2021 se Kane připojil k Oxfordu United na hostování do konce sezóny.
Kane byl propuštěn Barnsley na konci sezóny 2023/24.

### Huddersfield Town
Dne 2. července 2024 podepsal Kane tříletou smlouvu s týmem EFL League One Huddersfield Town.

## Reprezentační kariéra
Kane reprezentoval Anglii na úrovni hráčů do 17 let.

## Statistiky

### Klubové
Platí k zápasu hranému 27. října 2024.
| Klub                         | Sezóna            | Liga              | Liga   | Liga | Národní pohár | Národní pohár | Ligový pohár | Ligový pohár | Ostatní | Ostatní | Celkově | Celkově |
| Klub                         | Sezóna            | Soutěž            | Zápasy | Góly | Zápasy        | Góly          | Zápasy       | Góly         | Zápasy  | Góly    | Zápasy  | Góly    |
| ---------------------------- | ----------------- | ----------------- | ------ | ---- | ------------- | ------------- | ------------ | ------------ | ------- | ------- | ------- | ------- |
| Liverpool U21                | 2019/20           | EFL Trophy        | —      | —    | —             | —             | —            | —            | 2       | 0       | 2       | 0       |
| Liverpool                    | 2018/19           | Premier League    | 0      | 0    | 0             | 0             | 0            | 0            | 0       | 0       | 0       | 0       |
| Liverpool                    | 2019/20           | Premier League    | 0      | 0    | 0             | 0             | 2            | 0            | 0       | 0       | 2       | 0       |
| Liverpool                    | Celkově           | Celkově           | 0      | 0    | 0             | 0             | 2            | 0            | 0       | 0       | 2       | 0       |
| Doncaster Rovers (hostování) | 2018/19           | EFL League One    | 38     | 4    | 6             | 3             | 1            | 0            | 4       | 0       | 49      | 7       |
| Hull City (hostování)        | 2019/20           | EFL Championship  | 7      | 2    | 2             | 0             | 0            | 0            | 0       | 0       | 9       | 2       |
| Barnsley                     | 2020/21           | EFL Championship  | 24     | 0    | 3             | 0             | 0            | 0            | 0       | 0       | 27      | 0       |
| Barnsley                     | 2021/22           | EFL Championship  | 0      | 0    | 0             | 0             | 1            | 0            | 0       | 0       | 1       | 0       |
| Barnsley                     | 2022/23           | EFL League One    | 40     | 4    | 3             | 0             | 0            | 0            | 5       | 0       | 48      | 4       |
| Barnsley                     | 2023/24           | EFL League One    | 41     | 9    | 2             | 0             | 1            | 1            | 3       | 0       | 47      | 10      |
| Barnsley                     | Celkově           | Celkově           | 105    | 13   | 8             | 0             | 2            | 1            | 8       | 0       | 123     | 14      |
| Oxford United (hostování)    | 2021/22           | EFL League One    | 35     | 0    | 1             | 0             | 0            | 0            | 1       | 0       | 37      | 0       |
| Huddersfield Town            | 2024/25           | EFL League One    | 8      | 0    | 0             | 0             | 1            | 0            | 1       | 0       | 10      | 0       |
| Celkově v kariéře            | Celkově v kariéře | Celkově v kariéře | 193    | 19   | 17            | 3             | 6            | 1            | 16      | 0       | 231     | 23      |

## Úspěchy
Individuální
- Hráč měsíce EFL League One: prosinec 2023